# Omicron nanum
Omicron nanum är en stekelart som först beskrevs av Kirsch 1978.  Omicron nanum ingår i släktet Omicron och familjen Eumenidae.

## Underarter
Arten delas in i följande underarter:
- O. n. geae
- O. n. incarum
- O. n. nicaragauense
- O. n. obscurum
- O. n. trinitatis